# دافيد بوزغلو
دافيد بوزغلو (بالعبرية: דוד בוזגלו‏) (1903-1975) حاخام يهودي مغربي، يعد من كبار الشعراء المطربين على النمط التقليدي المغربي.
ولد بوزغلو في زاوية بالقرب من مراكش، حيث درس مع الحاخام حاييم العطار، وعند بلوغه سنة 16 انتقل مع أسرته إلى الدار البيضاء، حيث درس التوراة، واستمر في نفس الوقت يدرس الشعر والغناء بالعبرية مع الحاخام حاييم عطار، بالإضافة لشغفه بالموسيقى العربية المغربية التي مارسها مع كبار الفنانين في عصره، وتعلم أسرار وأصول الموسيقى الأندلسية، فمزج الموسيقى المغربية المتداولة في عصره مع الأندلسية، تميز بذلك وحصل على سمعة في جميع أنحاء المغرب، من اليهود والمسلمين على حد سواء. وفي سن 46 خسر بوزغلز بصره.
تحول بوزغلو إلى شاعر ومنشد في المناسبات والاحتفالات الدينية بالمعابد اليهودية بالدار البيضاء. فأسس جوقات أطفال ومراهقين تعلموا على يده ورافقوه في عدة مناسبات. من هؤلاء الأطفال، حاييم لوك، الموسيقي البارز في يومنا هذا.
في عام 1965 هاجر إلى إسرائيل، ركز على العمل الموسيقي، وألف حول الشوق إلى الخلاص، وانتصار إسرائيل في حرب الاستقلال، والأناشيد الليتورجية في الأعياد اليهودية. توفي في عام 1975، وابنه هوالدكتور مئير بوزغلو.

## وصلات خارجية
- دافيد بوزغلو وثائقي بالعبرية. (يوتيوب)